# B. J. Anthony
Pour les articles homonymes, voir Anthony.
Benny « B. J. » Anthony, né le 20 juillet 1988 à Auckland, en Nouvelle-Zélande, est un joueur néo-zélandais de basket-ball, évoluant au poste d'ailier fort.

## Palmarès
- Champion d'Océanie 2009
- Finaliste du championnat d'Océanie 2011, 2013